# Таджицький академічний театр опери та балету імені Садридина Айні
Таджицький Академічний театр опери та балету імені Садридина Айні (тадж. Театри опера ва балети ба номи С. Айни) — оперний театр у столиці Таджикистану місті Душанбе, головна музична сцена країни.

## Загальні дані
Таджицький Академічний театр опери та балету імені Садридина Айні розташований на одному з ошатніших майданів Душанбе — на площі імені 800-ліття Москви за адресою:
пр. Рудакі, буд. 28, м. Душанбе—734025, Республіка Таджикистан.
Вражає фасад будівлі театру, що висунутий уперед назустріч майдану та підтримується класичними колонами, водночас у оздобленні споруди використано мотиви таджицького орнаменту.
Директор закладу (станом на березень 2010 року) — Холахмад Маджидов.
Оперу в театрі дають як державною таджицькою мовою, так і російською.

## З історії театру

### Від заснування до сьогодення
Театр опери та балету створений у Таджикистані в Душанбе в 1940 році на базі таджицького музичного театру (1936—40).
До новоствореної трупи ввійшли співаки — Т. Фазилова, Б. Тураєв, А. Муллокандов, Х. Ахмедов, Х. Таїров. Було також створено невелику танцювальну трупу (спершу 4-5 осіб) — танцори й танцівниці А. Азімова, А. Ісхакова, М. Кабілов та інші, які виконували переважно народні танці в операх і драматичних виставах, брали участь у концертах. Очолювали трупу балетмейстери А. Н. Ісламова та А. І. Проценко.
Перший таджицький балет — «Ду гуль» («Дві троянди») А. С. Ленського був поставлений у 1941 році, постановку здійснив визначний радянський балетмейстер К. Я. Голейзовський, і являв собою сюжетну компіляцію на основі фольклорних танців.
У 1941 році театр узяв участь у декаді таджицького мистецтва в Москві, показавши перші таджицькі опери — «Восстание Восэ», «Кузнец Кова» Баласаняна, перший таджицький балет «Дві троянди» Ленського, музичну виставу «Лола» Баласаняна та Урбаха.
У 1942 році було побудовано приміщення душанбинської опери.
Від 1944 року в театрі почали ставити також російські та західноєвропейські класичні опери, що виконувались російською мовою, а балетна трупа започаткувала постановки класичних балетів.
У 1940—1960-х роках трупа продовжувала зростати й поступово оволодівала технікою класичного танцю. Зокрема, були здійснені постановки нових таджицьких опер: «Тахир и Зухра» (1944), «Невеста» (1946), «Пулат и Гульру» Сайфіддинова (1957), «Комде і Мадан» Шахіді (1960), а також таджицькі балети: «Лейли и Меджнун» Баласаняна (1947), «Дильбар» Ленського (1954), «Голубой ковер» Вольберга (1958) тощо.
Починаючи від 1954 року (вдруге 1958-го, втретє — 1961 року) до театру прийшло нове покоління таджицьких артистів-випускників вокального відділення Московської консерваторії: Л. Кабірова, Р. Бурханов, Ф. Хакімова, Я. Галібов та інші та Ленінградського хореографічного училища: С. Азаматова, Б. Джурабаєв, М. Бурханов, М. Сабірова, Б. Ісаєва, С. Узакова, Ш. Турдиєва, Т. Джавад-заде, М. Умаров та інші. Серед нових «зірок» Таджицької опери та балету цього часу — Народна артистка СРСР професор Ханіфа Мухіддинівна Мавлянова, що пропрацюала в театрі протягом 40 років (1943—83), вона співала у всіх провідних оперних партіях, майстриня таджицького класичного співу шашкома; балерина Маліка Сабірова, яка інкорпорувала на душанбінську сцену високі традиції ленінградської балетної школи.
У листопаді 1958 року на сцені Душабінської опери відбулася прем'єра «Жізелі», що мала великий успіх. Молода зміна артистів задавала тон і в решті тодішніх яскравих постановок — у вечорах балету, у нових спектаклях «Шопениана», «Франческа да Рими-ни» П. І. Чайковського, «Корсар» А. Адана та Л. Деліба, «Большой вальс» (композиція С. Арбіта на музику Й. Штрауса), у багатьох операх та оперетах.
У різний час у Таджицькому Академічному театрі опери та балету імені Садридина Айні працювали диригенти — Л. Кауфман, Д. Далгат, П. Боленко; режисери — Р. Корох, С. Саїдмурадов, В. Рейнбах, А. Макаровський; балетмейстери — К. Я. Голейзовський, А. Проценко; художники — Є. Чемодуров, В. Фуфигін, В. Суслов; завідувачі вокальної частини — Є. Прокоф'єв та інші.

### Сучасний стан[6]
Особливо нелегкими видались для Душанбинської опери 1990-ті, коли країна перебувала на порозі воєнних дій, суспільство переживало соціальну й економічну кризу. Головним завданням колективу в цей час був не розвиток, а намагання зберегти набутки попередніх років.
Під час відвідання Таджицького Академічного театру опери та балету імені Садридина Айні Президентом Таджикистану Емомалі Рахмоном 2004 року, ним було висловлена необхідність реставраційних робіт приміщення театру. Відтак, вони розпочалися і після виконання капітального ремонту, який коштував держб'юджету Таджикистану 5,5 млн сомів (1,3 млн. доларів США) заклад відкрився знову навесні 2009 року.
Першою постановкою після реставрації був балет «Дон Кіхот», для роботи в якому спеціально запросили танцюристів-солістів з Киргизстану — Еміля та Айзаду Акматових.
Після відновлення роботи з аншлагом у театрі пройшли опери «Рудакі» та «Аїда». До театру було запрошено диригента з Італії Жерардо Колелла. Оперу «Аїда» він, зокрема, поставив італійською. Планується також постановка «Кармен» французькою. У всіх постановках ставляться балетні вставки.
Сучасні опера і особливо балет в Таджикистані відчувають гострий брак фінансування й творчої молоді, яка б стала продовжувачем уже напрацьованих традицій колективу.

## Сучасний репертуар
У сучасному репертуарі Таджицького Академічного театру опери та балету імені Садридина Айні:
- «Евгений Онегин» П. І. Чайковського;
- «Севильский цирюльник» Д. А. Россіні;
- «Алеко» С. В. Рахманінова;
- «Паяцы» Р. Леонкавалло;
- «Травиата» Дж. Верді;
- «Волшебная свирель» В. А. Моцарта;
- «Ромео и Джульетта» Ш. Гуно.

Дитячі спектаклі:
- «Старик Хоттабыч»;
- «Хрустальный башмачок»;
- «Кошкин дом»;
- «Красавица и чудовище».

## Виноски
1. ↑  Таджицький Академічний театр опери та балету імені Садридина Айні[недоступне посилання] на www.artculture.tj (Календар культурних подій у Таджикистані) [Архівовано 2010-05-22 у Wayback Machine.] (рос.)
2. ↑  Паспорт міста Душанбе [Архівовано 27 серпня 2010 у Wayback Machine.] (рос.) на Офіційний сайт м. Душанбе
3. ↑  Визначні пам'ятки Душанбе на www.jartour.ru (туристичний портал) (рос.)
4. ↑  Искусство Таджикской Советской Социалистической республики // История искусства народов СССР. Том 8., М.: «Изобразительное искусство», 1977, стор. 404
5. ↑  Таджицький Академічний театр опери та балету імені Садридина Айні // Театри Таджикистану на www.orexca.com («Орієнтал експрес Центральна Азія», вебресурс, присвячений мандрівкам та тауризму до Центральної Азії) (англ.) (рос.)
6. ↑  Ібрагимова Рухшона (для CentralAsiaOnline.com) Таджицький театр опери та балету сподівається повернути глядача інф. за 13 березня 2010 року на www.centralasiaonline.com (Інформаційний ресурс, присвячений Центральній Азії) (рос.)
7. ↑  Таджицький Академічний театр опери та балету імені Садридина Айні на www.naison.tj. Архів оригіналу за 30 липня 2009. Процитовано 18 квітня 2010. [Архівовано 2009-07-30 у Wayback Machine.]